# 1998年新竹市選舉區國民大會代表缺額補選
中華民國第三屆國民大會代表新竹市選舉區缺額補選，為中華民國新竹市選舉區原任國民大會代表蔡仁堅轉任新竹市市長、呂學樟轉任新竹市議員後所進行的選舉，此次選舉於1998年4月25日舉行。此次選舉為同額競選，選情冷淡，投票率僅有15%，創下新竹市歷次選舉中投票率最低紀錄，低於1994年村里長選舉的41%。

## 候選人與競選過程

### 李榮勝
中國國民黨提名婦產科醫師李榮勝參與此次補選，其妻李黃錦燕曾經連任三屆新竹市議員。李於1998年3月26日前往新竹市選舉委員會登記參選。
4月11日上午，李榮勝競選總部成立，國民黨秘書長章孝嚴出席為李榮勝披掛彩帶，並表示有信心其能高票當選。

### 魏秀珍
民主進步黨徵召前新竹市議員魏秀珍參與此次補選。新竹市黨部主委吳秋穀與黨內初選參選人、新竹市副市長林則宇於1998年3月20日共同發表書面聲明，批評立委柯建銘擅自以新竹市黨部代表的名義運作徵召，而且受徵召者魏秀珍的資格也有爭議，損及了另外五名符合資格的初選參選人的權益。
4月6日上午，魏秀珍競選總部在新竹市東門街憲兵隊舊址成立，其丈夫施性融之弟施性忠出席為其造勢。4月19日下午，魏秀珍在新竹市孔廟假日花市舉辦政見發表會，立委柯建銘、不分區國代劉俊秀、鍾淑姬以及市議員鄭貴元、鄭宏輝、鄭正宗、林飛鵬、林漢淇皆到場支持。

## 選舉結果
- 此次選舉為同額競選，依照《公職人員選舉罷免法》第66條第1項第1款規定，得票數達11,730票以上始為當選。

| 1        | 李榮勝   | 中國國民黨    | 22,363票 | 64.77%                     | 當選                       |
| 2        | 魏秀珍   | 民主進步黨    | 12,162票 | 35.23%                     | 當選                       |
| 選舉日期 | 選舉日期 | 1998年4月25日 | 選舉人數 | 234,589人                  | 234,589人                  |
| 投票率   | 投票率   | 15.02%        | 投票人數 | 有效：34,525人 無效：715人 | 有效：34,525人 無效：715人 |